# Löwenstein (Familienname)
Löwenstein bzw. Loewenstein ist ein deutscher Familienname.

## Namensträger
- Adalbert IV. von Löwenstein († 1147), Graf von Löwenstein und Calw, siehe Adalbert IV. von Calw
- Adalbert V. von Löwenstein († 1188), Graf von Löwenstein
- Aenny Loewenstein (1871–1925), deutsche Malerin und Grafikerin
- Albrecht von Löwenstein-Schenkenberg († 1304), Graf von Löwenstein, Gründer von Murrhardt
- Alfred Loewenstein (1877–1928), belgischer Bankier und Unternehmer
- Alfred zu Löwenstein-Wertheim-Freudenberg (1855–1925), deutscher Politiker, MdL Baden
- Anna Löwenstein (* 1951), Esperantistin, Redakteurin und Schriftstellerin
- Anne Löwenstein-Wertheim (1864–1927), britische Pilotin
- Bedřich Loewenstein (1929–2017), deutsch-tschechischer Historiker
- Berthold von Löwenstein († nach 1175), Graf von Löwenstein und Calw
- Carl Friedrich Prinz zu Löwenstein (1966–2010), deutscher Unternehmer und Automobilrennfahrer
- Dominik Constantin zu Löwenstein-Wertheim-Rochefort (1762–1814), Fürst aus der Linie Löwenstein-Wertheim-Rochefort
- Dominik Marquard zu Löwenstein-Wertheim-Rochefort (1690–1735), Fürst aus dem Hause Löwenstein
- Elisabeth Löwenstein (1900–1967), deutsche Literaturwissenschaftlerin, Kunsthistorikerin, Prokuristin und Verlegerin
- Ernst Löwenstein (Mediziner) (1878–1950), tschechisch-österreichischer Mediziner und Hochschullehrer
- Ernst Löwenstein (Jurist) (1881–1974), deutscher Rechtsanwalt und Notar
- Eugen Löwenstein (1871–1942), Rechtsanwalt und Opfer des Holocaust, siehe Liste der Stolpersteine im Kölner Stadtteil Neustadt-Nord
- Felix Löwenstein (Sportfunktionär) (1884–1945), deutscher Schlachtermeister, Förderer des VfL Osnabrück und Opfer des Holocaust
- Felix zu Löwenstein-Wertheim-Rosenberg (1907–1986), als Pater Felix zu Löwenstein im  Jesuitenorden
- Felix zu Löwenstein (* 1954), deutscher Landwirt und Agrarwissenschaftler
- Gabriel Löwenstein (1825–1911), deutscher Politiker (SPD)
- Georg von Löwenstein († 1446), Graf von Löwenstein
- Georg Loewenstein (1890–1998), deutscher Arzt
- George Loewenstein (* 1955), US-amerikanischer Ökonom, Psychologe und Hochschullehrer
- Gerhard Löwenstein (1915–2000), deutscher Arzt und Funktionär
- Hans von Loewenstein zu Loewenstein (1874–1959), deutscher Manager und Politiker (DNVP), MdR
- Hans Otto Löwenstein (1881–1931), österreichischer Filmregisseur und -produzent
- Harry Reuss-Löwenstein (1880–1966), deutscher Schriftsteller, Maler, Grafiker und Kunstkritiker
- Hermann Karl August Löwenstein, nach Namensänderung 1885 Hermann Karl August Scheer, (1855–1928), Jurist und Minister des Großherzogtums Oldenburg
- Herbert Löwenstein (1908–1994) nach Namensänderung 1950 Hanoch Avenary, israelischer Musikwissenschaftler deutscher Herkunft
- Hubertus Prinz zu Löwenstein-Wertheim-Freudenberg (1906–1984), deutscher Politiker und Autor
- Inge Löwenstein (* 1923), deutsche Schönheitskönigin
- Jakob Löwenstein (1799–1869), deutscher Rabbiner und Autor
- Johann Casimir zu Löwenstein-Wertheim (auch Johann Kasimir Löwenstein-Scharfeneck; 1588–1622), Graf von Löwenstein und Soldat
- Johann Dietrich von Löwenstein-Wertheim-Rochefort (1585–1644), Graf von Löwenstein
- Johann Ernst von Löwenstein-Wertheim-Rochefort (1667–1731), Bischof von Tournai
- Johannes Löwenstein-Wertheim-Freudenberg (1901–1980), deutscher Sinologe
- Josef Löwenstein (1883–nach 1928), deutscher Gebrauchsgrafiker und Plakatkünstler
- Joseph Löwenstein (Joseph Loewenstein; 1873–1958), deutscher Mediziner

- Joseph Loewenstein (1873–1958), deutscher Mediziner, Nervenarzt und Psychotherapeut, Emigrant auf von Judenverfolgung, siehe Joseph Löwenstein
- Joseph Loewenstein (Theologe) (1925–2021), amerikanischer Geistlicher, Hochschullehrer und Universitätspräsident
- Karl Loewenstein (Bankier) (1887–1975), deutscher Bankdirektor
- Karl Loewenstein (Jurist) (1891–1973), US-amerikanischer Jurist deutscher Herkunft
- Karl Heinrich zu Löwenstein-Wertheim-Rosenberg (1834–1921), deutscher Politiker, MdR
- Karl zu Löwenstein-Wertheim-Rosenberg (1904–1990), 1948 bis 1967 Präsident des Zentralkomitees der deutschen Katholiken
- Karl Prinz zu Löwenstein-Wertheim-Rosenberg (* 1952), deutscher Wirtschaftsingenieur und Malteser
- Karolina Löwenstein (1897–1938), österreichische Serienmörderin, siehe Martha Marek
- Kurt Löwenstein (1885–1939), deutscher Politiker (SPD)
- László Löwenstein (1904–1964), österreichisch-amerikanischer Schauspieler, Drehbuchautor und Regisseur, siehe Peter Lorre
- Leo Löwenstein (1879–1956), deutscher Physiker
- Leopold Löwenstein (1843–1923), deutscher Rabbiner, Historiker und Autor
- Lippmann Hirsch Loewenstein (1809–1848), deutscher Übersetzer und Bibelkommentator
- Ludwig I. von Löwenstein (1463–1523), pfälzischer Graf, Begründer des Hauses Löwenstein-Wertheim
- Ludwig III. von Löwenstein (1530–1611), Graf von Löwenstein-Wertheim
- Marx Löwenstein (Marks John Livingston, 1824–1889), deutsch-amerikanischer Multimillionär
- Matthias Löwenstein (* 1984), deutscher Grafiker und Illustrator
- Maximilian Löwenstein (* 1980), deutscher Schauspieler
- Nathan Löwenstein von Opoka (1859–1929), österreichisch-polnischer Rechtsanwalt und Politiker
- Oskar Löwenstein (Ingenieur) (1897–1943), tschechischer Film-Ingenieur
- Oskar Löwenstein (eigentlich Hans-Oskar Baron Löwenstein de Witt; 1926–2004), deutscher Verfolgter des Nationalsozialismus und Autor
- Otto Löwenstein (Jurist) (1833–1909), deutscher Jurist und Politiker
- Otto Löwenstein (Mediziner) (auch Otto Lowenstein; 1889–1965), deutsch-amerikanischer Psychiater
- Otto Löwenstein (Zoologe) (auch Otto Lowenstein; 1906–1999), deutsch-britischer Zoologe
- Robert Löwenstein (* 1953), deutscher General
- Rudolf Löwenstein (1819–1891), deutscher Journalist und Redakteur
- Rudolph Loewenstein (1898–1976), französisch-amerikanischer Psychoanalytiker
- Rupert Ludwig Ferdinand zu Loewenstein-Wertheim-Freudenberg (1933–2014), deutsch-britischer Bankier und Finanzmanager
- Simon Löwenstein, Unternehmer, Mitinhaber von M. Joss & Löwenstein
- Sophie zu Löwenstein-Wertheim-Rosenberg (1809–1838), deutsche Prinzessin und Fürstin des Fürstentums Reuß älterer Linie
- Trude Schiff-Löwenstein (1907–2003), deutsch-amerikanische Chirurgin
- Walter Loewenstein, Chemiker, siehe Löwenstein-Regel
- Walter B. Loewenstein (1926–2018), US-amerikanischer Physiker
- Wilhelm von Löwenstein († 1579), deutscher Adeliger und Amtmann